# Guillaume Orsat
Guillaume Orsat est un comédien et directeur artistique français.

## Biographie

### Formation
Guillaume Orsat commence sa formation théâtrale en 1981, en rejoignant les cours de Jean Darnel au théâtre de l'Atelier, jusqu'en 1984.
En 1985, il poursuit sa formation à l'ENSATT sous la direction de plusieurs professeurs tels que Michel Boy, Stuart Seide et Pierre Tabard.
Deux ans plus tard, il rejoint le conservatoire national supérieur d'art dramatique (CNSAD) et poursuit sa progression sous la direction de Madeleine Marion, Catherine Hiegel, Mario Gonzalez, Bernard Dort ou encore Michel Bernardy.

### Doublage
Un jour, alors encore étudiant au conservatoire, Francis Girod suggère à ses élèves (dont faisait partie Guillaume Orsat) des cours de post-synchronisation, en vue de potentiels futurs tournages. Assistant à plusieurs séances d'enregistrement, il débuta « sur une ambiance d'un ami appelé sur autre chose » et enchaîna les petits rôles grâce au directeur artistique Jean-Pierre Dorat. Il obtient son premier rôle important en 1995 par l'intermédiaire de Martine et Gérard Cohen, « au culot et sans essai », dans Raison et Sentiments où il double Hugh Grant.
Spécialisé dans ce domaine, il est entre autres la voix française régulière des acteurs Brendan Fraser, Peter Krause, Vinnie Jones, Martin Donovan, Callum Keith Rennie, Jere Burns, Dougray Scott, Peter Gallagher et Nathan Fillion, ainsi qu'une des voix de Vin Diesel, Dwayne Johnson, Eric Lange, Kevin Durand, Misha Collins, Robert John Burke et Dermot Mulroney ainsi que du chef anglais, présentateur de l'émission Cauchemar en cuisine, Gordon Ramsay.
Au sein de l'animation, il est notamment la voix de Mack dans la saga Cars, Shokichi dans Pompoko, Michel Strogoff dans la série éponyme ou encore Mégatron dans les séries Transformers Armada, Energon et Cybertron.
Présent dans de nombreux jeux vidéo, il est entre autres la voix de Cole MacGrath dans Infamous et sa suite, Booker DeWitt dans BioShock Infinite et Pagan Min dans Far Cry 4.
Il est aussi directeur artistique de versions françaises, notamment des séries Breaking Bad, Better Call Saul, Grimm ou encore Arrow.

### Vie privée
Il est le compagnon de la comédienne Anne Massoteau. Ils ont 2 filles, Alice, également comédienne,  et Jo, illustratrice-graphiste.

## Théâtre
- 1983 : Volpone de Jules Romains & Stefan Zweig, mise en scène d'Olivier Claverie : Corvino
- 1984 : Monsieur de Pourceaugnac de Molière, mise en scène de Nicolas Marié : Géronte & l'Apothicaire
- 1985 : La Panthère repentie de Maurice Sarfati, mise en scène de Maurice Risch : Marcel et Honoré
- 1986 : Les Trois Sœurs de Anton Tchekhov, mise en scène de Stuart Seide : Verchinine
- 1986 : Home de David Storey, adapté par Marguerite Duras, mise en scène de Michel Boy : Jack
- 1986 : La Nuit des rois de William Shakespeare, mise en scène: de Noele Vincent : Duc Orsino
- 1987 : Roméo et Juliette de William Shakespeare, mise en scène de Noele Vincent : Mercutio
- 1987 : La Prochaine Fois je vous la chanterai de James Saunders, mise en scène de Pierre Tabard : Dust
- 1987 : Mister Price ou la dinguerie tropicale de Stanisław Ignacy Witkiewicz, mise en scène de Michel Boy : Sydney Price
- 1989 : Hyménée de Nicolas Gogol, mise en scène de Renaud Danner : Podkoliossine
- 1989 : La Femme, de Molière à la Révolution, mise en scène de Catherine Hiegel et Jean-Pierre Miquel : Arnolphe
- 1990 : Une Mort sucrée de Claude Tardat, adapté et mis en scène par Martine Feldmann : l'étudiant
- 1990 : Les Troyennes d'Euripide, mise en scène de Dominique Quéhec : Ménélas
- 1991 : Les Amertumes de Bernard-Marie Koltès, mise en scène de René Chéneaux : Mikhaïl
- 1991-1993 : La Tempête de William Shakespeare, mise en scène de Mario Gonzalez : Ferdinand
- 1992 : La Double Inconstance de Marivaux, mise en scène de Martine Feldmann et Pierre-Olivier Scotto : Trivelin
- 1992 : Le Comte de Monte-Cristo d'Alexandre Dumas, adapté par Patrick Collet, mise en scène de Patrick Collet : le père d'Edmond et Lucien Debray
- 1993 : Nuits blanches de Fiodor Dostoïevski, adapté et mis en scène par Patrick Collet : Rêveur
- 1993-1994 : Le Grand Meaulnes de Alain-Fournier, adapté par Jean-Paul Cathala et lui-même, mise en scène de Jean-Paul Cathala : le lieutenant Fournier
- 1996 : Bérénice d'Égypte de Andrée Chédid, mise en scène de Jean-Paul Cathala : Archelaos
- 1996 : Maldonne et La Prose du Transsibérien et de la petite Jehanne de France de Blaise Cendrars, mise en scène de Guillaume Orsat : Blaise Cendrars
- 1996 : Le Malentendu de Albert Camus, mise en scène d'Olivier Morançais : Jan
- 1997-2001 : Le Petit-Maître corrigé de Marivaux, mise en scène de Frédéric Tokarz : Dorante
- 1998-2006 : L'Amour en toutes lettres - Questions sur la sexualité à l'abbé Viollet (1924/1943), mise en scène de Didier Ruiz
- 2002-2004 : Edmond La Vanille de et mis en scène par Jean-Paul Cathala : Prologue, le père Leconte et le prisonnier
- 2003 : Le Convive de Pierre de Alexandre Pouchkine, mise en scène de René Chéneaux : Don Carlos
- 2004 : Printemps des poètes - Musée du Louvre (Promenades poétiques), mise en scène de Didier Ruiz
- 2005-2010 : Inconnu à cette adresse de Kressmann Taylor, mise en scène de Xavier Béja : Martin Shulse
- 2012-2015 : Les Nuits de la Pleine Lune, Soirées chansons initiées par Pierre Margot
- 2016-2018 : Shaman et Shadoc ou L'imposture des rats, mise en scène de Pierre Margot
- 2019-2021 : Le sommeil des Diables, mise en scène de Guillaume Desmarchelier

## Filmographie

### Cinéma
- 1983 : Au nom de tous les miens de Robert Enrico : un officier soviétique
- 1984 : Un amour de Swann de Volker Schlondorff : le portier de l'hôtel Regina
- 1989 : I Want to Go Home d'Alain Resnais : un dessinateur

### Télévision
- Paparoff enfonce les portes de Denys de la Patellière
- Histoire d'amour : attirance réciproque de Jeannette Hubert - TF1
- Histoire d'amour : la petit Mozart de Philippe Galardi - TF1
- Histoire d'amour : le plat de la nuit de Alain Dhénaut - TF1
- C’est ma vie : Double face de Philippe Lefebvre - France 3

### Courts-Métrages
- L’Artiste de Michel Guinant
- Un dernier regard de Philippe Coroyer
- Blanc cassé de Marcel Bluwal
- Benissez de François Sers : le narrateur

## Doublage

### Cinéma
Les dates inscrites en italique correspondent aux sorties initiales des films auxquels Guillaume Orsat a participé aux redoublages.

#### Films d'animation
- 1994[n 3] : Pompoko : Shokishi
- 1996 : Beavis et Butt-Head se font l'Amérique : voix additionnelles
- 1998 : Pocahontas 2 : Un monde nouveau : John Rolfe
- 1998 : Le Prince d'Égypte : un garde
- 2000 : Tom Sawyer : M. Dobbins
- 2001 : Bécassine et le Trésor viking : Gaspard (création de voix)
- 2002 : La Légende de Tarzan et Jane : Robert « Bobby » Canler
- 2006 : Cars : Mack[n 4]
- 2006 : La Ferme en folie : Duke
- 2007 : Bee Movie : Drôle d'abeille : Ken
- 2008 : Niko, le petit renne : un renne de la brigade volante
- 2011 : Cars 2 : Mack[n 4]
- 2012 : Niko, le petit renne 2 : Furie
- 2014 : Opération Casse-noisette : Grisou
- 2017 : Hirune hime, rêves éveillés : Ichirō Watanabe
- 2017 : Cars 3 : Mack[n 4]
- 2017 : Lou et l'Île aux sirènes : le père de Yuho
- 2019 : Ralph 2.0 : Groot
- 2020 : Altered Carbon: Resleeved (en) : Genzo
- 2020 : Bob l'éponge, le film : Éponge en eaux troubles : le narrateur
- 2024 : Monsters : L'Enfer du dragon volant aux 103 passions (en) : Cyrano

### Télévision

#### Téléfilms
- Tim Bergmann (de) dans :
  - Menace sur Berlin (1999) : Alex Fechtner
  - Les Trafiquants (2002) : Treptow
  - Le Prix du rêve (2002) : Jon Rix
  - Le Choix d'Irina (2003) : Frank Kuhn
  - Platinum (2004) : Hans Merensky
  - Un bébé, deux papas ! (2005) : Dirk Scholz
  - Sauvés par l'amour (2005) : Rudolph von Plessen
  - Terre d'Afrique (2006) : Rolf Wildhuter
  - Mensonges et amour (2006) : Thomas Andersen
  - Le Mariage de mon ex (2006) : Dr Jan Reeker
  - Un scénario presque parfait (2007) : Jean Berner
  - Tarragone, du paradis à l'enfer (2007) : Dietmar Fechter
  - 13 enfants et 1 prince charmant (2009) : Leon Thalbacher
  - Affaires troubles (2018) : Fred Abel
- Bernhard Schir[9] dans :
  - L'Oiseau de paradis (2000) : Tim Kramer
  - Embrouilles à Majorque (2001) : Jo Denninger
  - Un amour dangereux (2002) : Robert
  - Un papa en or (2004) : Léo Frink
  - L'Amour aux deux visages (2006) : Klaus Hillmann
  - Pas ma fille ! (2009) : Paul Hofer
  - L'Ombre de la vengeance (2009) : Hannes Mannes
  - Profession : espionne (2010) : Max Geiger
  - Les Chemins du bonheur (2010) : Frank Klaus
  - Un carnaval à l'hôpital (2010) : Professeur Kortner
  - La Montagne du silence (2011) : Jorg
  - Trouble à la carte (2012) : Félix
  - Restless (2012) : Bobby von Arnim
- Hannes Jaenicke dans :
  - Mary Higgins Clark : Ni vue, ni connue (2002) : Curtis Caldwell Blake
  - L'Amour au galop (2006) : Nils Peterson
  - L'Amour au bout du chemin (2009) : Gregor Weller
  - Pas de temps pour les rêves (2009) : Christian Johannsen
  - Vol 714 - Au bout de l'enfer (2009) : Ralf Moldau
  - Le Triangle de l'Apocalypse (2011) : Tom Jaeger
  - Hindenburg : Le géant des airs (2011) : Gilles Broca
  - La Princesse et le Baroudeur (2012) : Alexandre Kuhl
  - Heroes (2013) : Marc
  - Bienvenue au club (2015) : Franz Kaiser
  - Nur die Grösse zählt (2017) : Axel Schwenn
  - Un mur entre deux cœurs (2017) : Karl
- Ty Olsson[9] dans :
  - Une sœur encombrante (2006) : Luke Grant
  - La Conviction de ma fille (2006) : Bartender
  - La Voleuse de Noël (2007) : Hank Harrisson
  - Impact (2008) : Derek
  - Sur le fil (2009) : Dennis Walken
  - Péchés de jeunesse (2010) : Hank Grace
  - Sur les traces de ma fille (2011) : Joe Quinn
  - Un terrible secret (2017) : Curt
- John Ralston dans :
  - Collision fatale (2006) : Dr Garth Pender
  - Une vie brisée (2007) : Quentin Baxter
  - La Messagère (2008) : Dr William Shaw
  - Se méfier des apparences (2016) : Bill
  - Une animatrice en danger (2019) : Stuart Wells
- Peter Gallagher dans :
  - Pacte de femmes (2003) : Bill Goodman
  - Maléfiques (2007) : Dr Michael Foster (mini-série)
  - Danse ta vie 2 (2008) : Jonathan Reeves
  - Le Come-back de Noël (2021) : Mike Sullivan
- Adam Baldwin dans :
  - Les guerriers du feu (1996) : Don Mackey
  - Le Prix de l'indiscrétion (1998) : Jeremy Butler
  - L'Aventure du Poséidon (2005) : Mike Rogo
- Parker Stevenson dans :
  - Au-delà des profondeurs (1999) : John Alden
  - Gagne, perds, aime (2015) : Mike Canton
  - Une vie secrète (2015) : lieutenant Sharpson
- David Bunners (de) dans :
  - Le Mari de mon amie (2008) : Paul Burckhardt
  - Mon trésor au bout du monde (2010) : Henning Born
  - L'Hôtel des amours passées (2010) : Stefan Berger
- Philippe Brenninkmeyer (de)[9] dans :
  - La Clinique du docteur H. (2004) : Dr Edgar Highley
  - Les Fleurs de l'orient (2005) : Richard Barclay
- Vincent D'Onofrio dans :
  - Le Métro de l'angoisse (1998) : M. Blue
  - Sherlock: la marque du diable (2002) : le professeur Moriarty
- Christoph Waltz dans :
  - Un homme tombera du ciel (2003) : Dr Thilo Rylow
  - Jusqu'à ce que la vie nous sépare (2004) : Benedikt
- Brian Markinson dans :
  - 8 jours pour mon fils (2006) : le sergent Al Ramey
  - La forêt en feu (2006) : Scott Clark
- Dougray Scott[9] dans :
  - Dr Jekyll et Mr Hyde (en) (2008) : Dr Jekyll et Mr Hyde
  - Nightfall : Agent double (2009) : Ian Porter
- Martin Donovan dans :
  - Robert Durst a-t-il tué sa femme ? (2017) : l'inspecteur Struk
  - Fahrenheit 451 (2018) : Nyari
- Chris McKenna (en) dans :
  - Une intruse dans ma famille (2018) : David
  - Ma fille, disparue après une soirée étudiante (2019) : le lieutenant Mike Hopkins
- 1994 : Requiem Apache : Hanish (Alfred Molina)
- 1995 : Personal vendetta : Zach Blackwell (Timothy Bottoms)
- 1996 : Vengeance à double face : Alec Dalton (James Wilder)
- 1996 : Quelques heures pour survivre : Jack Bahr (Christopher Atkins)
- 1997 : Le Somnambule : Mark Schall (Charles Esten)
- 1999 : Delta Team : Harald Groth (Anian Zollner)
- 2000 : L'Histoire de Linda McCartney : Ringo Starr (Michael McMurtry)
- 2001 : Messiah : Richard Eccleshall (Adam Kotz)
- 2002 : Fidel : Fidel Castro (Victor Huggo Martin)
- 2002 : Qui a tué Liam Maguire ? : Neil Wiley (Gregor Truter)
- 2002 : Le Visiteur de Noël : Matthew (Dean McDermott)
- 2003 : Un tueur si proche : l'inspecteur Payton (Matthew Bennett)
- 2003 : La Prison de glace : Lunar (Kristen Holden-Ried)
- 2005 : L'Affaire David Kelly : Le Prix de la vérité : Alastair Campbell (Jonathan Cake)
- 2006 : L'Enfant de la nuit : Chet Hammond (Kevin Kilner)
- 2006 : En quête d'innocence : Paul (Adrian Hough)
- 2007 : Oliver Twist : Edward Monks (Julian Rhind-Tutt[7]) (mini-série)
- 2007 : Les Voies de la trahison : Dirk Dewinter (Florian Fitz)
- 2008 : L'Enfant du secret : Dr David Henry (Dermot Mulroney)
- 2009 : Prête à tout pour mes enfants : Tom Legler (Beat Marti)
- 2009 : Les ailes du courage : Thomas « Tom » Stocker (Xaver Hutter)
- 2010 : Stonehenge Apocalypse : Jacob (Misha Collins)
- 2010 : Banlieue interdite : Briggs (Louis Herthum)
- 2010 : Le Secret d'Eva : Rafael Reyes (Yul Vazquez)
- 2010 : Piège en haute-couture : Keenan (Christian Paul)
- 2017 : Traquées : Bob Patrice (Bill Sage)
- 2018 : Liaison dangereuse avec mon professeur : Dale (Jason Paul Field)
- 2018 : L'autre femme de mon mari : Sergey (Dragan Micanovic)
- 2020 : L'Enfer de Madison : Obsession : Jay Morley (Mark Slacke)
- 2021 : Épiée dans ma maison : Ron (Dorian Gregory)
- 2021 : Dans l'enfer d'une secte : Jack (Chad Bradford)
- 2022 : La jeune fille qui criait au loup : Daniel (Jon Briddell)
- 2022 : Les Gardiens de la Galaxie : Joyeuses Fêtes : Groot (Vin Diesel) (voix)
- 2023 : Gourou minceur : Le scandale Gwen Shamblin : David Martin (Brent Skagford)
- 2023 : Coup de foudre en cuisine : Dean (Darren Day)
- 2023 : Meurtre en croisière : Bill (Charles Mesure)

#### Séries d'animation
(mai 2023).
- The Mask, la série animée : Charlie
- Blake et Mortimer : Morata
- Michel Strogoff : Michel Strogoff
- Princesse du Nil : Kabbah et Setné
- Le Magicien : Diabolo
- Capitaine Fracasse : le duc de Vallombreuse
- Cybersix : Lucas
- Les Griffin : Cleveland Brown (1re voix)
- Kim Possible : Senior Senior Junior
- Totally Spies! : Tim Scam (1re voix) (saisons 1-4) / Duke Gatlin / Derlock
- Action Man : Grinder
- Transformers Armada : Mégatron, Red Alert
- Action Man A.T.O.M. : M. Lee
- Le Monde de Pahé : Paul (création de voix)
- Flapacha, où es-tu ? : Hippolyte (création de voix)
- La Guerre des planètes : Granit
- Thunderbirds : le commandant (saison 1, épisode 23)
- Pokémon Générations : Watson
- Archer : Bilbo (1re voix, sauf saison 4, épisode 8)
- 2001 : La Légende de Tarzan : Stanley Obrowski et Robert « Bobby » Canler
- 2003-2004 : Moi Willy, fils de rock star : M. D'Angelo (saison 1, épisode 5) et Marty Blum (saison 2, épisode 4)
- 2004 : Transformers Energon : Mégatron
- 2005 : Transformers: Cybertron : Mégatron
- 2012 : La Légende de Korra : le président Raiko
- 2012-2015[n 7] : Brickleberry : Woody
- 2016 : Kung Fu Panda : L'Incroyable Légende : Shouyoung et Zhihui
- 2018 : Sword Gai (en) : Grimms, le dieu de la mort
- 2018-2022 : Paradise Police : Gerald Fitzgerald et voix additionnelles
- 2018-2024 : Captain Tsubasa : Kodai Ozora et Hermann Kaltz
- 2019 : Trailer Park Boys (en) : Mackinnon
- 2019 : Fast and Furious : Les Espions dans la course : Dominic Toretto
- 2019[n 8] : Vinland Saga : Torgrim
- 2021 : Transformers : La Trilogie de la guerre pour Cybertron : Dinobot
- 2021 : Black Clover : Dante
- 2022 : Farzar : Scootie le cyborg et autres voix additionnelles
- 2022 : Je s'appelle Groot : Groot[n 9]
- 2022-2023 : Mystery Lane : McFlare
- depuis 2022 : James chez les bizarroïdes : M. LaMouche[n 10]
- depuis 2022 : La Légende de Vox Machina : Lord Sylas Briarwood[n 11]
- 2023 : Star Wars: Visions : Bichan (saison 2, épisode 5) et Jon (saison 2, épisode 6)
- 2023 : Skull Island (en) : Cap
- 2023 : I'm in Love with the Villainess : voix additionnelles
- 2023 : Captain Laserhawk: A Blood Dragon Remix : Dolph Laserhawk
- 2023 : What If...? : Groot[n 12] (saison 2, épisode 1)
- depuis 2023 : Les Carnets de l'Apothicaire : l'Empereur
- 2024 : Code Geass: Rozé of the Recapture (en) : Kensei Kuroto
- 2024-2025 : Dandadan : Taro (version ADN)
- depuis 2024 : X-Men ’97 : Erik Lehnsherr / Magnéto
- 2025 : Le Roi loup (en) : le roi Léopold[n 13]
- 2025 : Devil May Cry (en) : White Rabbit[n 14]
- 2025 : Moonrise (en) : le père de Rin

### Jeux vidéo
- 1999 : Urban Chaos : voix additionnelles
- 2000 : Disney Learning: Mickey : voix additionnelles
- 2003 : Adibou 3 : Bizbi
- 2003 : Marine Sharpshooter : voix additionnelles
- 2004 : Zoo Vet : voix additionnelles
- 2005 : New York, police judiciaire : 111
- 2006 : Cars : Mack
- 2006 : Company of Heroes : Willoughby
- 2006 : Mission Vétérinaire : voix additionnelles
- 2007 : Assassin's Creed : voix additionnelles
- 2007 : Spider-Man 3 : Dr Curt Connors et voix additionnelles
- 2007 : Tabula rasa : voix additionnelles
- 2007 : Battlestrike : Force of Resistance : voix additionnelles
- 2008 : Aion : voix additionnelles
- 2008 : Crimes of War : voix additionnelles
- 2008 : Lost : Les Disparus, le jeu vidéo : voix additionnelles
- 2008 : Alone in the Dark : Edward Carnby
- 2009 : inFamous : Cole MacGrath
- 2009 : Wheelman : Milo Burik
- 2009 : Divinity 2 : voix additionnelles
- 2009 : Venetica : voix additionnelles
- 2009 : X-Men Origins: Wolverine : voix additionnelles
- 2009 : Cars: Race-O-Rama : Mack
- 2010 : Assassin's Creed: Brotherhood : Octavien de Valois
- 2010 : Call of Duty: Black Ops : Joseph Bowman
- 2010 : Planète 51 : le capitaine Charles T. Baker
- 2011 :  Call of Duty: Modern Warfare 3 : Le sergent Wallcroft
- 2011 : inFamous 2 : Cole MacGrath
- 2011 : The Elder Scrolls V: Skyrim : le capitaine Veleth de la Garde de la ville de Corberoc à Solstheim
- 2011 : DC Universe Online : voix additionnelles
- 2011 : Star Wars The Old Republic : voix additionnelles
- 2011 : Might and Magic: Heroes VI : voix additionnelles
- 2012 : Call of Duty: Black Ops II : Ludvig Maxis et des mercenaires
- 2012 : Dishonored : Survivant
- 2012 : Guild Wars 2 : Vessta & Haurud Tamini
- 2012 : PlayStation All-Stars Battle Royale : Cole MacGrath (Normal/Maléfique)
- 2012 : Resident Evil: Operation Raccoon City : l'agent spécial du USS, Vector
- 2012 : I Am Alive : voix additionnelles
- 2012 : Code of Honor : voix additionnelles
- 2013 : BioShock Infinite : Booker DeWitt
- 2013 : Disney Infinity : Thor
- 2014 : Far Cry 4 : Pagan Min
- 2014 : Hearthstone: Heroes of Warcraft : Medivh
- 2014 : Watch Dogs : voix additionnelles
- 2015 : Fallout 4 : le capitaine Zao et voix additionnelles
- 2015 : Heroes of the Storm : Medivh
- 2016 : Tom Clancy's The Division : voix additionnelles
- 2016 : Homefront: The Revolution : Sidney Cook
- 2017 : FIFA 18 : le réalisateur de la pub Coca-Cola dans le retour d'Alex Hunter
- 2017 : Tom Clancy's Ghost Recon Wildlands : El Boquita
- 2017 : Cars 3 : Course vers la victoire : Mack
- 2018 : Monster Hunter: World : le chercheur
- 2018 : God of War : Magni
- 2018 : Marvel's Spider-Man : malfrats de Hammerhead (DLC « le casse », « La guerre des gangs » et « Le retour de Silver »)
- 2019 : Final Fantasy XV : épisode Ardyn : voix additionnelles
- 2019 : Blacksad: Under the Skin : Poli, Al Stone et Gill
- 2020 : Assassin's Creed Valhalla : Wigmund, le roi Burgred, le frère Cédric et voix additionnelles
- 2020 : Cyberpunk 2077 : Kerry Eurodyne
- 2022 : Far Cry 6 : Pagan Min (DLC : Le Miroir)
- 2022 : Astérix et Obélix XXXL : Le Bélier d'Hibernie : le narrateur et voix additionnelles
- 2023 : Cyberpunk 2077 : Phantom Liberty : Kerry Eurodyne
- 2023 : Marvel's Spider-Man 2 : la mascotte TEO[n 15] et voix additionnelles
- 2023 : God of War Ragnarök: Valhalla : Magni
- 2024 : Star Wars Outlaws : Valek, des Trandoshans, voix additionnelles

### Direction artistique
Films
- 2006 : Shiloh 3 : Mon amour de chien (en)
- 2006 : Pope Dreams (en)[11]
- 2007 : Dead Silence
- 2008 : Intraçable
- 2008 : My Sassy Girl
- 2008 : Le Monstre des marais
- 2009 : Unborn
- 2009 : Vendredi 13
- 2011 : En quarantaine 2
- 2013 : L'Incroyable Burt Wonderstone
- 2015 : The End of the Tour
- 2015 : Elser, un héros ordinaire
- 2016 : Jan Masaryk, histoire d'une trahison
- 2017 : L'Affaire Roman J.
- 2019 : El Camino : Un film Breaking Bad
- 2020 : Une ode américaine

Séries télévisées
- 2007 : Deux Princesses pour un royaume (mini-série)
- 2008 : Mon meilleur ennemi
- 2008-2013 : Breaking Bad
- 2009 : The Philanthropist
- 2009-2010 : Three Rivers
- 2011-2017 : Grimm
- 2012-2020 : Arrow (avec Anne Massoteau)
- 2015-2016 : Agent Carter
- 2015-2017 : Bloodline
- 2015-2022 : Better Call Saul
- 2017-2019 : Mr. Mercedes
- 2017-2020 : Absentia
- 2018 : A Very English Scandal (mini-série)
- 2019[12] : Wu-Tang: An American Saga (avec Anne Mathot et Anne Massoteau)
- 2019-2023 : Truth Be Told : Le Poison de la vérité
- 2020-2022 : Devils
- 2021 : A Very British Scandal (en) (mini-série)
- 2021 : Turner et Hooch (en)
- 2021-2022 : Snowdrop (avec Anne Massoteau et Alice Orsat)
- 2022 : As We See It
- 2022 : The Righteous Gemstones (saison 2, épisodes 1 à 3)
- 2023 : Les Rois de Bombay (en)
- depuis 2023 : Alert

Téléfilms
- 2005 : Crimson Force (de)
- 2006 : La Conviction de ma fille
- 2006 : Tout pour la vérité
- 2006 : Une sœur encombrante
- 2007 : Dernière Obsession
- 2007 : Le Regard d'une mère
- 2007 : Trois Sœurs dans le Montana
- 2007 : Le Prix de mon héritage[13]
- 2008 : La Menace des fourmis tueuses
- 2008 : La Spirale du mensonge
- 2008 : Le Prix du sang (en)[14]
- 2008 : Tornades sur New York
- 2008 : Un cœur d'athlète
- 2008 : Ultime Combat
- 2009 : Chasseuse de tempêtes
- 2009 : Fireball
- 2010 : Au bénéfice du doute
- 2010 : Piège en haute-couture
- 2011 : Contagious - Panique à Rock Island
- 2011 : Celui qui reste
- 2013 : L'Amour au jour le jour
- 2013 : Le Secret de Carla
- 2013 : Mission : Retour vers le passé
- 2014 : Bonne fête maman !
- 2014 : La Fin du voyage
- 2016 : Quand la demoiselle d'honneur s'en mêle
- 2016 : Petits meurtres et chrysanthèmes : Mystère et chrysanthèmes[15]
- 2016 : Petits meurtres et chrysanthèmes : Les roses de la vengeance[16]
- 2016 : Petits meurtres et chrysanthèmes : Un mariage mortel[17]
- 2017 : Secret Housewives
- 2017 : Un Mariage sous la neige
- 2018 : Adopte-moi ou je te tuerai
- 2018 : Le Fils perdu[18]
- 2018 : Un Noël décisif
- 2019 : Le Crime que je n'ai pas commis
- 2021 : Faux profil, vraie tueuse
- 2022 : À chacun son secret
- 2022 : Werewolf by Night

Documentaires
- 2015 : Un dernier tango
- 2016 : Le printemps arabe des vidéo-blogueurs
- 2017 : La Légende wagnérienne : Waltraud Meier
- 2017 : Modigliani : Le corps et l'âme mis à nu (Arte)
- 2017 : Otto Wagner et l'Art nouveau viennois
- 2017 : La Guerre du renseignement
- 2017 : L'affiche : la naissance de la publicité moderne
- 2017 : La Guerre des gazoducs
- 2017 : Charlie Siem, violoniste modèle
- 2017 : American Epic (Arte)
- 2017 : 78/52 : les derniers secrets de Psychose
- 2017 : Amours interdites en Inde (Arte)
- 2017 : Sting : portrait d'un Englishman (Arte)
- 2017 : Un nouveau Chopin
- 2018 : Nadia Murad on her shoulders
- 2018 : Chilly Gonzales : Shut Up and Play the Piano
- 2018 : Lola Montez et son roi
- 2018 : Quand les femmes s'émancipent
- 2018 : Simon Rattle et les Berliner Philharmoniker
- 2018 : La Mère éléphant
- 2018 : The Unanswered Ives
- 2018 : Un monde sans femmes (Arte)
- 2020 : La Terre des lionnes blanches
- 2020 : Les Chants de Martin Luther
- 2020 : Ryan Gosling, tout simplement
- 2021 : Atatürk, père de la Turquie moderne
- 2021 : La Musique en temps de guerre : La Musique proscrite / La Musique de la Grande Guerre / Le Pouvoir et la musique (Arte)

## Audiodescriptions
- Étreintes brisées de Pedro Almodovar
- L'Exercice de l'État de Pierre Schöller
- La Proie de Eric Valette
- De l'autre côté du lit de Pascale Pouzadoux

## Voix off

### Publicités et Télévision
- Windows Phone de Microsoft
- Play de Givenchy
- SFR
- Kinder
- Honda
- Lipton Ice Tea
- Mondial de l'Automobile 2004
- Mondial de l'Automobile 2006
- Fichet
- Amora
- Paul
- Costa Croisières
- Mercedes-Benz
- Norauto
- C8 (septembre 2020 à février 2025)
- Dans les secrets des films "Fast & Furious" (2023) : narrateur (6 épisodes)

### Documentaires
- 2025 : WWE Unreal (en) : Michael Hayes et Ed Koskey

### Émissions
- Gordon Ramsay dans :
  - Cauchemar en cuisine
  - Cauchemar à l’hôtel
  - Gordon Ramsay 24 heures en enfer
  - Gordon Ramsay : Bataille de chefs
  - Gordon Ramsay : Bataille de chefs, Spécial Noël
  - Gordon Ramsay : Les recettes de Matilda
  - The F-word
  - Gordon Ramsay derrière les barreaux
  - Gordon Ramsay on cocaïne
  - La Cuisine de l'Enfer
  - Gordon Ramsay’s Ultimate cooking
  - Gordon Ramsay : Territoires inexplorés
  - Mr. Beast[19] (2025)

## Publications

### Narrateur de livres audio
- 2020 : La logique de l'acouphène, suivi du Petit traité de développement relationnel, d'Arnaud Bornens et Nicolas Mathieu, Audible, 11h12
- 2021 : Collision : Un tragique concours de circonstances, de Marie-Pierre Garnier, Audible, 4h57
- 2022 :
  - The Sandman : Acte II, de Neil Gaiman et Dirk Maggs, lu avec Bernard Alane, Jean Barnay, Sébastien Desjours, Namakan Kone, Martial Le Minoux, Céline Melloul et Alexandre Nguyen, Audible, 13h34
  - Une fois trois : Les aventures folles de triplés hors normes, d'Axelle Auclair, vol. 2, lu avec Pascale Chemin et Jérôme Berthoud, Audible, 8h40
  - Les Gardiens du phare, d'Emma Stonex, lu avec Christine Braconnier, Audiolib, 9h30
  - Dans la gueule de l'ours, de James A. McLaughlin, Audiolib, 11h07
  - The Sandman : Acte III, de Neil Gaiman et Dirk Maggs, lu avec Jean-Baptiste Anoumon, Sébastien Desjours, Olivier Peissel et Stéphane Ronchewski, Audible, 11h19
- 2023 : De notre monde emporté, de Christian Astolfi, Multisonor, Paris, 4h45  (ISBN 9782958214562)

## Prix et distinctions
- 2023 : Coup de cœur de la parole enregistrée de l'Académie Charles Cros, catégorie Romans, pour la lecture de De notre monde emporté de Christian Astolfi chez Multisonor[20]
- 2024 : Prix du livre audio Lire dans le noir, catégorie Fiction, pour la lecture du roman de Christian Astolfi De notre monde emporté pour Multisonor[21]